# Diora cajamarcaensis
Diora cajamarcaensis är en sparrisväxtart som först beskrevs av Karl von Poellnitz, och fick sitt nu gällande namn av Pierfelice Ravenna. Diora cajamarcaensis ingår i släktet Diora och familjen sparrisväxter. Inga underarter finns listade i Catalogue of Life.